# 非裸情色 (日本)
非裸情色（日语：／ Chaku ero）是指以身穿衣服的方式來表達情色性的表現手法，屬軟調色情的一種。以此一表現手法為主題的作品一般不包含裸體或直接露出性器官。
寫真偶像的印象影片和寫真雜誌常用到此一表現手法。

## 概論
日語可分為兩部分——和。前者為穿衣（着衣）的簡寫，後者則為情色性（エロチシズム）的簡寫。一說認為2003年的《FLASH》雜誌最早應用到此一用詞。另有說法指其由电话铃声的日语： Chakumero演變而來。此類作品可由成年人:20或未成年人出演。後者的情況稱為年少偶像。
寫真偶像的印象影片和寫真集亦會用到此一手法。按照其定義，即使作品演出者穿的是露出度很高的泳衣，擺出十分具挑逗性的姿勢，只要沒直接露出性器官，那麼亦能算作非裸情色。演出者在作品當中會進行各種帶情色意味的行為，比如在作品中刻意穿著讓人看到也沒所謂的內褲（抑或比基尼），再搭配短裙，然後擺出讓人看到之的姿勢。泳衣場景方面，除了上述的比基尼之外，她們还会穿着比賽用泳衣、學生泳衣，乃至丁字褲泳衣。她們有部分會在穿著這些衣物的同時張開大腿、坐在浴缸上前後磨擦、露出臀部。她們有的會在身穿校服的情況下吹笛。她們不少會以身穿運動服或緊身衣的姿態坐在平衡球上。年少偶像的印象DVD封面亦會強調罩杯等重點，以刺激消費慾望。由男性出演的非裸情色作品則可能包含用手摩擦緊身褲；把乳液塗滿身體；在滿是泡泡的水下用手磨擦乳頭。
接著業界還以各種手段來讓偶像在乳頭或女性性器官不露出的情況下，把其身體各部分盡可能不加遮掩地展示出來。例子之一就是攝影師會田我路的寫真集和印象DVD。
另外一些表現手法就是以各種物品來讓人產生性幻想，比如以香蕉來模擬咂陽，以煉乳來模擬颜射、把正在溶掉的香草雪糕舔掉（當中一些會滴在胸前）。部分作品會用到漏尿、绑缚等表達手段。

## 歷史
20世紀90年代，和菓子系偶像雜誌在日本十分盛行，其以拍攝身穿校服的10多歲學生為主要內容。這些雜誌可能是「非裸情色」表現的起始。自《兒童買春、兒童色情關係行為等處罰及兒童保護等相關法律》於1999年11月推行後，日本少女裸體寫真集等攝有兒童裸體但沒有發生性行為的作品便不能於當地合法發行。自此，年少偶像產業便開始興起，該些作品以非裸情色為主軸，避免觸法。
2002年，《FLASH》（光文社）雜誌内為「非裸情色」此一手法設立專門特集——一說認為此類型的作品於此時才開始流行。同一時期的著名非裸情色作品演出者有堀口俊美、岡元敦子、垠凌等等。
此後，由於志保乃涼、仲村美羽、泉明日香等年少偶像所構成的影響，整個業界開始出現過激化的趨勢，比如於作品中身穿比起丁字褲更曝露的衣服、露出肛門。一部分製作商的人員因此而被當局逮捕。
非裸情色作品並沒有專屬的審查機構。2016年，Amazon發佈了一項新政策，只容許通過指定機構審查的作品上架。同年，日本電子商務網站DMM亦推行了類似政策。結果不但沒有打擊非裸情色類的印象DVD，反之使之更興盛。